# Aburina chrysea
Aburina chrysea är en fjärilsart som beskrevs av M.Gaede 1940. Aburina chrysea ingår i släktet Aburina och familjen nattflyn. Inga underarter finns listade i Catalogue of Life.